# Eriophora neufvilleorum
Eriophora neufvilleorum är en spindelart som först beskrevs av Roger de Lessert 1930.  Eriophora neufvilleorum ingår i släktet Eriophora och familjen hjulspindlar. Inga underarter finns listade i Catalogue of Life.